# Liste der denkmalgeschützten Objekte in Bukovník
Grundlage dieser Liste der denkmalgeschützten Objekte in Bukovník ist die ÚSKP-Liste (Ústřední seznam kulturních památek České republiky, deutsch Zentrale Liste der Kulturdenkmäler der Tschechischen Republik), die von der tschechischen Denkmalschutzbehörde NPÚ (Národní památkový ústav, deutsch Nationale Denkmalbehörde) seit 1987 geführt wird und an die seit dem Jahr 1850 geschaffenen Listen anschließt.

## Denkmalgeschützte Objekte nach Ortsteilen

### Bukovník
| Lage                            | Objekt            | Beschreibung | ÚSKP-Nr.                  | Bild           |
| ------------------------------- | ----------------- | --- | ------------------------- | -------------- |
| Bukovník, Bukovník 1 (Standort) | Pfarrhaus         | Barocker Pfarrhof aus der Mitte des 18. Jahrhunderts. Das Pfarrhaus steht auf einem rechteckigen Grundriss. Wirtschaftsgebäude aus dem 19. Jahrhundert. | 46053/4-2798 Info Katalog | Pfarrhaus      |
| Bukovník (Standort)             | Kirche St. Wenzel | Bedeutende romanische Sakralarchitektur aus der Zeit um 1240, größtenteils im Kern des Gebäudes erhalten. Eine Sakristei und Nordkapelle gotischen Ursprungs. Im 17. Jahrhundert barocke Anpassungen. Die von einem Friedhof mit Mauer umgebene Kirche ist ein markantes Wahrzeichen. | 25724/4-2797 Info Katalog | weitere Bilder |